# 마시 대 체임버스 사건
마쉬 대 체임버스 사건(Marsh v. Chambers, 463 U.S. 783 (1983))은 유명한 미국 연방대법원 판례이다. 의회개시시 기도를 진행하는 목사에 대한 정부 보조금이 정교분리의 원칙에 위배되지 않으며 이는 미국 고유의 역사전통에 기인한다고 설시하였다.

## 사건 개요
네브래스카주 상원의원 어니 체임버스(Ernie Chambers)는 주의회가 주로부터 보수를 받는 목사에 의해 개회기도를 드리는 것이 수정헌법 제1조의 정교분리원칙에 반한다고 하여 연방법원에 소를 제기하였다. 하급심은 기도 자체는 합헌이나 재정지원은 위헌으로 보았으며 항소법원에서는 둘 다 위헌으로 보았다.